# RWE
RWE는 독일의 에너지 기업이다.